# Svenska frivilliga i Waffen-SS
Svenska frivilliga i Waffen-SS avser de svenska frivilligsoldater som verkade i tyska Waffen-SS under andra världskriget. De allra flesta av dem stred på östfronten i divisionerna Wiking och Nordland. Efter det tyska angreppet på Sovjetunionen sommaren 1941 ökade tillströmningen av utländska frivilliga till Waffen-SS. Fälttåget målades upp som ett europeiskt krig mot kommunismen. Inklusive ett rimligt mörkertal tror vissa att 180 svenskar anmälde sig som frivilliga, varav drygt 100 kom ut till fronten. Andra källor uppger att omkring 200-300 svenskar kom med i SS. Orsakerna till att man anmälde sig varierade, men en majoritet var anslutna till någon nationalsocialistisk organisation. Av de svenska frivilliga stupade 28 man, vilket betyder ungefär en tredjedel av dem som kom ut till fronten. Därutöver känner man till cirka 40 estlandssvenskar, ett fyrtiotal finlandssvenskar samt rimligtvis ett hundratal ukrainasvenskar som tjänstgjorde i Waffen-SS. Det har spekulerats om att uppemot 500 svenskar tjänstgjorde, men man inte funnit någon grund för de påståendena. Däremot tror man att många fler hade anmält sig om inte Finland hade accepterat frivilliga i sin armé.
Mellan 1941 och 1943 tjänstgjorde de flesta svenskarna i 5. SS-Panzer-Division Wiking. När sedan 11. SS-Freiwilligen-Panzergrenadier-Division Nordland bildades under våren 1943 slussades de flesta skandinaviska frivilliga dit. Svenskarna samlades huvudsakligen i divisionens pansarspaningsbataljon, SS-Panzer-Aufklärungs-Abteilung 11 Nordland, eller förkortat AA11. Det fanns även en del svenskar i SS-Standarte Kurt Eggers som var ett förband med krigskorrespondenter. En del svenskar fanns i divisionerna Totenkopf, Nord och Leibstandarte Adolf Hitler. I övrigt fanns det enstaka svenskar i andra förband. 20 svenskar utbildades till officerare vid SS-Junkerschule i den bayerska orten Bad Tölz. Det låga antalet svenska frivilliga var en besvikelse för tyskarna som hade räknat med en mycket större uppslutning. De hade tagit fram en armsköld bestående av den svenska flaggan och texten ”Schweden” ovanför som de svenska frivilliga skulle bära, men sannolikt kom den aldrig i produktion.

## Bakgrund
Sverige önskade vara neutralt under andra världskriget. Trots detta försökte Tyskland att rekrytera svenskar att bli soldater i tysk uniform, något som i stort sett stoppades av den svenska regeringen. Minst 180 svenska medborgare kom ändå att tjänstgöra i det tyska Waffen-SS genom att ta sig över till det ockuperade Norge eller Danmark, alternativt Finland och anmäla sig vid de värvningskontor för Waffen-SS som fanns där. I boken Svenskarna som stred för Hitler hävdade författaren Bosse Schön att han identifierat minst 260 svenska i Waffen-SS. Det råder osäkerhet kring det exakta antalet svenska SS-soldater. Gottlob Bergers, värvningsansvarig i SS, uppger i sin opublicerade biografi antalet SS-svenskar till 315.[källa behövs]
Att svenskar tjänstgjorde i Waffen-SS stämde väl in i SS-ideologin då svenskar inte bara ansågs vara arier utan även tillhöra den högsta kasten i denna ras. De ansågs alltså vara germaner. Därmed var svenskar mycket välkomna att delta i kampen mot bolsjevismen. De svenska frivilliga var till stor del organiserade nationalsocialister, huvudsakligen inom partiet Svensk socialistisk samling (SSS). Andra betydelsefulla faktorer var att många hade tysk bakgrund: en tysk far/mor eller andra band till Tyskland. Andra var nazistsympatisörer eller helt enkelt äventyrare med antikommunistisk inställning.

## Försök till en svensk frivilligkår
Under försommaren 1941 hölls en konferens mellan SS och det tyska utrikesdepartementet. Där beslutades att SS skulle få kontroll över rekryteringen av nordiska frivilliga och det skissades på en svensk frivilligkår i kommande fälttåget i öster. Tyskarna ville också att en del av de svenska finlandsfrivilliga skulle överföras till Waffen-SS. När kriget mot Sovjetunionen blev verklighet uppvaktades den svenska regeringen med anbud att sluta upp på tysk sida, något som kategoriskt avböjdes. Då framfördes istället förslag om att Sverige skulle sätta upp en frivilligkår. Den svenske utrikesministern Christian Günther svarade nekande och fastslog att svenska frivilliga i någon annan armé förutom den finska var helt otänkbart. Tyskarna gav sig inte utan gav ett förslag som innebar att svenska officerare skulle få delta i fälttåget i utbildningssyfte. Detta var ett förslag som svenskarna nappade på och ett intressecirkulär skickades ut till ett 40-tal utvalda officerare. Projektet rann dock ut i sanden efter att Hitler satt ner foten och avvisat förslaget.
Under sensommaren 1941 kom istället förhandlingarna att handla om enskilda svenskars rätt att ansluta sig till Waffen-SS. 31 ansökningar kom in till regeringen, men samtliga avslogs. Efter att saken uppmärksammats i media beslutade försvarsminister Per Edvin Sköld den 2 september 1941 att enbart ansökningar till tjänstgöring i den finska armén kommer att godkännas. Detta beslut upprörde tyskarna och utrikesministern Joachim von Ribbentrop kallade beslutet för "en helt oförståelig hållning till Europas ödeskamp." Men trots den svenska regeringens hållning anmälde sig likväl svenskar sig till Waffen-SS. De flesta tog sig illegalt över gränsen till Norge och letade sig fram till SS rekryteringskontor i Oslo. Där skedde läkarundersökning och de som antogs utrustades med en uniform och sattes på ett tåg till utbildningslägret i Sennheim, i Elsass. Där utbildades de i tyska, politisk ideologi och grundläggande exercis. Därefter genomfördes vapen- och stridsutbildningen i Graz eller Klagenfurt i Österrike.

## Tjänstgöring och divisioner
Svenskarna tjänstgjorde huvudsakligen i SS-divisionerna  5. SS-Panzer-Division Wiking samt  11. SS Freiwilligen-Panzergrenadier-Division Nordland vilka båda även innehöll norska, danska och finska frivilliga. Båda enheterna stred på östfronten mot Sovjetunionen. Svenskar deltog i några av andra världskrigets största och blodigaste strider på östfronten, bland annat i Ukraina 1942–1944 (exempelvis i Korsun-Tjerkassy-fickan där åtminstone en svensk stupade), i Baltikum 1944 samt under slutstriden i Berlin 1945. Den siste svensken som stupade under kriget var Ragnar Johansson från Skövde som stupade första maj. Svenskar tjänstgjorde även i SS-divisionen 3. SS-Panzer-Division Totenkopf och en rad andra divisioner i mindre antal (se lista nedan). Ett tjugotal tjänstgjorde i andra tyska formationer än SS, det vill säga i Heer (den reguljära tyska armén), Luftwaffe (tyska flygvapnet) och Organisation Todt (OT), som var en militär byggorganisation.
Cirka 40 svenskar stupade i strid och cirka tio stycken fick officersutbildning vid Waffen-SS officersskola Bad Tölz i Oberbayern. Det sattes formellt aldrig upp någon svensk enhet inom Waffen-SS (som var fallet med de flesta andra nationaliteter). För detta var antalet svenska frivilliga för litet. Dock fanns en liten informell svensk enhet; 4. plutonen i 3. spaningskompaniet inom AA11, det vill säga 11. SS Freiwilligen-Panzergrenadier-Division Nordlands pansarspaningsbataljon. Inom AA11 kom totalt 28 svenska medborgare att tjänstgöra. Därtill var fem svenska SS-krigskorrespondenter tidvis i AA11, liksom 18 estlandssvenskar (estniska medborgare). Eftersom de flesta svenskar och estlandssvenskar hamnade i 4. plutonen i 3. spaningskompaniet fick plutonen det inofficiella namnet Schwedenzug, det vill säga "svenska plutonen".

### Övriga SS-divisioner och tyska avdelningar
De flesta svenskarna ingick nämnda i SS-divisionerna Wiking, Nordland och Totenkopf, men ett mindre fåtal svenskar fanns i SS-divisionerna:
SS Gebirgsdivision Nord, 
Leibstandarte Adolf Hitler, 
Das Reich, 
Hitler-Jugend, 
SS Nederland, 
SS Charlemagne, 
SS Estland, 
SS Florian Geyer, 
SS Frundsberg, 
Götz von Berlichingen och 
Panzergrenadierdivision Polizei.
Minst en svensk finns dokumenterad som tjänstgjorde i Gestapo (som tolk) och någon/några enstaka finns listade med Sicherheitsdienst (SD). Enstaka svenskar fanns i Kriegsmarine, Luftwaffe, svensktalande Radio Königsberg och en del i Wehrmacht.

## Krigsslutet, hemkomsten och ansvar
En del SS-svenskar från Östfronten togs som krigsfångar av Röda armén runt krigets slut 1945 och i januari 1949 gjorde den sovjetiska säkerhetstjänsten NKVD en lista över fångarna. Antalet registrerade svenskar (inklusive finlandsfrivilliga) i denna lista uppgår till 72 man. 37 av dessa dog i fångenskapen, 31 släpptes strax efter krigsslutet, två straffplacerades i Gulag och slutligen var två man fortfarande i krigsfångenskap vid tidpunkten listan skrevs.
En del deserterade. Det finns ett fåtal händelser där SS-svenskar som försökte desertera till Sverige blev tagna och avrättade av den egna sidan. 
Efter Tysklands nederlag i kriget blev många utländska SS-frivilliga bespottade, i vissa fall straffade, som landsförrädare eller förbrytare när de återvände till sina respektive hemländer, särskilt då helhetsbilden av Förintelsen blev klarare. Men för de svenska frivilliga var hemkomsten relativt odramatisk. De flesta förhördes rutinmässigt av Säpo och vissa dömdes för att ha lämnat landet olagligt, andra dömdes för att rymt från sin militärtjänst. Några dömdes till fängelse för spioneri mot Sverige. De flesta anpassade sig till ett normalt civilt liv, även om del fick psykiska problem som bland annat ledde till alkoholism. Tre av dem fick tjänstgöra för Kungahuset, en annan skrev kort efter hemkomsten under pseudonymen "Viking Jerk" en bok, "Ragnarök", om sina upplevelser i öst och i slutstriden om Berlin, vilket blev den tidigaste skildringen från en SS-soldat om Berlin.

### Svenskarnas del i Förintelsen i öst
Länge hade endast ett fåtal svenska före detta Waffen-SS-soldater kunnat kopplas samman med krigsförbrytelser, men flera av de på Östfronten vet man idag bevittnade massmorden mot judar, civila, familjer, byar, krigsfångar med mera. Lebensraum var en central del i Tysklands planer och mål med Barbarossa och enorma folkmord skedde i de byar och städer som tyskarna intog. Bevis för att svenska SS-soldater bevittnade eller även hade del i denna del av Förintelsen är bland annat deras egna ord i förhör och intervjuer under och efter kriget, varav några berättat om det och någon enstaka även skrutit om att själv ha utfört sådana handlingar. Några svenska SS-veteraner berättade en längre tid efter kriget också om tyska krigsförbrytelser av Waffen-SS och Einsatzgruppen. En svensk SS-man berättade att en standardmetod SS hade för att döda småbarn var att slå deras skallar mot trä och sten. En svensk berättade att han sett någon ta ett spädbarn ifrån dess mor, slita itu det och ge tillbaka liket till mamman. En annan svensk i SS sade att fångar tas inte, och om fångar påträffas så överlever de inte länge. SS-veteranen Elis Höglund berättade i svensk radio 1963 att han sett nazisterna massmörda judar i Rostov vid Don. Höglund berättade i en till, senare intervju, att han sett familjer och hus förgöras.
Det har aldrig officiellt utretts i Sverige om svenskar i SS deltog eller begick illdåd, något som andra länder som hade nazistkollaboratörer och frivilliga har gjort. Men det forskas kring ämnet än idag.

## Forskning
Intresset för de svenska frivilliga i Waffen-SS var under efterkrigstiden länge svalt. Det gjordes några artiklar i olika dagstidningar, exempelvis i Expressen 1977. Men det fanns inget större intresse från allmänheten och dessutom fanns en tyst överenskommelse bland de frivilliga om att hålla tyst. Därför blev det viss uppståndelse bland de frivilliga när Ingemar Somberg den 30 april 1985 intervjuades i TV-programmet Magasinet.
Den första avhandlingen om dessa frivilliga gjordes 1986 av Lennart Westberg under titeln Svenska krigsfrivilliga i tyska Waffen-SS 1941-1945. Ett bidrag till den svenska frivilligrörelsens historia. Journalisten Bosse Schön publicerade under 1990-talet flera artiklar i ämnet och kom 1999 ut med boken Svenskarna som stred för Hitler (2000) som följdes upp av Där järnkorsen växer (2001). Dessa böcker fick kritik för faktafel och bristande källkritik. Till sin hjälp hade Schön Tobias Hübinette som gjort listor på de svenska frivilliga. Dessa listor finnes bevarade i riksarkiven idag men har kritiserats för att namnge sådana som bara ytligt skall ha ingått i den svenska nationalsocialistiska rörelsen, utan starkare bevis än att de finnes med i medlemsregister och brev.. Schöns böcker blev en succé och TV4 följde upp med dokumentär där bland andra den påstådda Treblinka-vakten Harald Sundin fick stort utrymme. Sundins berättelse innehöll dock flera faktafel och motsägelser vilket gjort att hans berättelser ifrågasatts. Andra delar av dokumentären är dock av historiskt värde och 2018 producerades en ny dokumentärserie om SS-svenskarna på SVT. 
Schöns böcker gjorde att intresset för de svenska frivilliga ökade. Fler böcker kom ut, bland andra: Pansarspaning med Waffen-SS på östfronten. SS-Panzer-Aufklärungs-Abteilung 11 "Nordland" (2006), Svenskar i krig 1914-1945 (2008), Såsom en brinnande eld (2003), samt flera nya utgåvor av Ragnarök (2003). 
Rent generellt är det historiska underlaget till viss del tunt när det gäller forskningen kring svenskarna och många arkiv förstördes under eller efter kriget, samt rådde det en tystnadskultur bland de svenska nazisterna.[källa behövs] Därför är information om de frivilliga många gånger svår att få fram och uppgifterna går i vissa fall isär.

## Populärkultur
Svenska frivilliga i Waffen-SS har endast skildrats en enda gång på film och det är i vampyrfilmen Frostbiten. Filmens antagonist är en svensk soldat som slåss i divisionen Wiking. Hans pluton blir förintad av vampyrer och själv blir han smittad och flyr hem till Sverige igen vid krigets slut. Militärhistorikern Lars Gyllenhaal har kommenterat att filmens skildring av svenska frivilliga i SS i filmen är mycket trovärdig, med undantag för vampyrerna.

## Artiklar om svenska frivilliga
- Per Sigurd Baecklund
- Gösta Borg
- Stig Cederholm
- Jan Dufwa
- Gustaf Ekström
- Thorolf Hillblad
- Elis Höglund
- Folke Nystrand
- Hans-Gösta Pehrsson
- Ingemar Somberg
- Erik Wallin
- Hans-Caspar Kreuger
- Ragnar "Giraffen" Johansson
- Ulph Hamilton
- Sven-Erik Olsson
- Roland von Rainals